# رافائل لئوناردو کایخاس
رافائل لئوناردو کایخاس رومرو (انگلیسی: Rafael Leonardo Callejas Romero؛ زادهٔ ۱۴ نوامبر ۱۹۴۳ – درگذشتهٔ ۴ آوریل ۲۰۲۰) اقتصاددان و سیاست‌مدار اهل هندوراس بود. او از ۲۷ ژانویه ۱۹۹۰ تا ۲۷ ژانویه ۱۹۹۴ رئیس‌جمهور هندوراس از حزب ملی این کشور بود.
کایخاس در ۴ آوریل ۲۰۲۰، در سن ۷۶ سالگی بر اثر ایست قلبی در زندانی در ایالات متحده آمریکا درگذشت.